# Legendary Lover K.
Legendary Lover K., född 1997 i USA, är en amerikansk varmblodig travhäst. Han inledde karriären som unghäst i Nordamerika. Han tränades sedan av Steen Juul (2001–2003), Erik Bondo (2003–2004) och Gunner Christiansen (2004–2005).
Legendary Lover K. tävlade åren 1999–2005. Han sprang in 16,5 miljoner kronor på 90 starter varav 35 segrar, 19 andraplatser och 10 tredjeplatser. Han tog karriärens största segrar i Fyraåringseliten (2001), Copenhagen Cup (2002), Kymi Grand Prix (2002), Elite-Rennen (2002) och Gran Premio Lotteria (2004). Han kom även på andraplats i Åby Stora Pris (2002), på tredjeplats i Hugo Åbergs Memorial (2002) samt på sjätteplats i Hambletonian Stakes (2000).
Han deltog i 2002, 2003 och 2004 års upplagor av Elitloppet på Solvalla. Han tog sig inte vidare till final någon av gångerna. Han tog sin främsta placering 2002, då han kom på femteplats i försöksloppet som vanns av Varenne.
Han deltog i världens största travlopp Prix d'Amérique den 26 januari 2003 på Vincennesbanan i Paris, körd av Steen Juul. Han kom på sjundeplats i loppet.